# Mollisia mutabilis
Mollisia mutabilis är en svampart som först beskrevs av Berk. & Broome, och fick sitt nu gällande namn av George Edward Massee 1895. Mollisia mutabilis ingår i släktet Mollisia och familjen Dermateaceae.   Inga underarter finns listade i Catalogue of Life.